# Ludwig Zschock
Ludwig Zschock, auch Ludwig von Zschock oder Ludwig Freiherr von Zschock (* 21. April 1839 in Graz; † 20. März 1890 ebenda) war Gutsbesitzer und Abgeordneter zum Österreichischen Abgeordnetenhaus.

## Leben
Ludwig Zschock war Sohn des Offiziers und Generalmajors Ludwig Freiherr von Zschock († 1866). Nach dem Besuch einer Normalschule in Bochnia und in Graz ging er in ein Gymnasium in Wien und bis 1857 wieder in Graz. Er studierte Rechtswissenschaft an den Universitäten Graz und von 1860 bis 1861 in Prag. Im Jahr 1862 trat er in den Verwaltungsdienst als Konzeptspraktikant an der Statthalterei in Graz ein. 1867 arbeitete er am Bezirksamt Bruck an der Mur, 1868 war er Bezirkskommissär in Liezen und 1869 in Leoben. 1872 war er Konzipist an der Statthalterei in Graz. 1873 wurde er außer Dienst gestellt.
Er war auch Guts- und Immobilienbesitzer (Gut Freihof in Graz-Geidorf).
Er war von 1870 bis 1890 Mitglied im steiermärkischen Landtag (III., IV., V. und VI. Wahlperiode).
Ludwig Zschock war römisch-katholisch und blieb zeitlebens ledig.

## Politische Funktionen
Ludwig Zschock war vom 4. November 1873 bis zu seinem Tod am 20. März 1890 Abgeordneter des Abgeordnetenhauses im Reichsrat (V., VI. und VII. Legislaturperiode), Kronland Steiermark, Wählerklasse Handels- und Gewerbekammer Leoben.

## Klubmitgliedschaften
Ludwig Zschock war ab 1873 im Fortschrittsklub, ab 1879 im Klub der Vereinigten Fortschrittspartei und ab dem 19. November 1881 bei den Vereinigten Linken. Ab dem 22. März 1882 war er fraktionslos und ab dem 4. Februar 1884 wieder bei den Vereinigten Linken. Im Jahr 1885 war er Mitglied im Deutschösterreichischen Klub und ab dem 6. November 1888 bei den Vereinigten Deutschen Linken.